# Breitenau (Feuchtwangen)

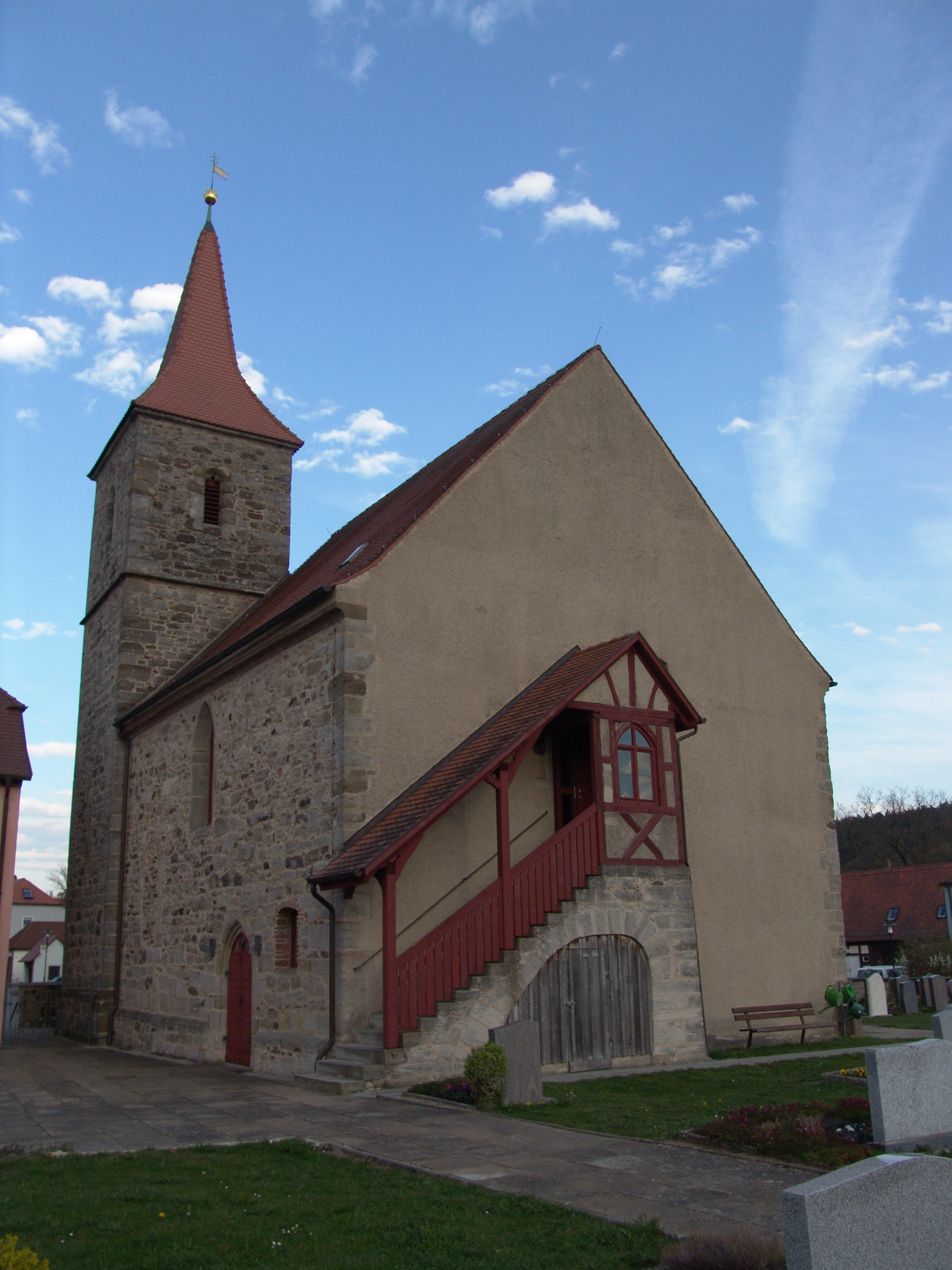
Kirche St. Stephan in Breitenau

Breitenau ist ein Gemeindeteil der Stadt Feuchtwangen im Landkreis Ansbach (Mittelfranken, Bayern). Die Gemarkung Breitenau hat eine Fläche von 15,486 km². Sie ist in 1559 Flurstücke aufgeteilt, die eine durchschnittliche Fläche von 9933,41 m² haben. In ihr liegen neben dem namensgebenden Ort die Gemeindeteile Gehrenberg, Ratzendorf, Sperbersbach, Ungetsheim, Ungetsheimer Mühle, Zischendorf und Zumhaus.

## Geographie
Das Pfarrdorf liegt in Tallage an einem linken Zufluss der Wörnitz inmitten der Sulzachrandhöhen, die Teil der Frankenhöhe sind. 0,5 km nördlich erhebt sich der Schloßberg (520 m ü. NHN) uns 0,5 km südlich der Mühlberg (527 m ü. NHN), beides bewaldete Anhöhen. Unmittelbar ist der Ort von Gründland mit vereinzelten Baumbestand und Ackerland umgeben.
Die Kreisstraße AN 36 führt nach Gehrenberg (2,1 km östlich) bzw. nach Zumhaus (1,1 km westlich). Gemeindeverbindungsstraßen führen nach Zischendorf (1,2 km nördlich), nach Ungetsheimer Mühle zur Kreisstraße AN 5 (1,5 km südlich) und nach Dorfgütingen zur Bundesstraße 25 (2,7 km östlich).

## Geschichte
Breitenau lag im Fraischbezirk des ansbachischen Oberamtes Feuchtwangen. Ursprünglich waren die Herren von Geyer (seit 1685 Reichsgrafen) die Grundherren. Mit deren Aussterben im Jahr 1708 fiel ihr gesamter Besitz an den preußischen König Friedrich I. 1729 überließ das Königreich Preußen diesen Brandenburg-Ansbach.
Im Jahr 1732 gab es 36 Anwesen (1 Hof mit Wirtschaft und Braurecht, 2 Halbhöfe, 7 Köblersgüter, 21 Söldenhäuser, 1 Söldenhaus mit Badstube, 3 Söldenhäuser mit Backrecht, 1 Söldenhaus mit Schmiede). An kirchlichen Gebäuden gab es 1 Kirche (evangelisch) mit Friedhof und 1 Pfarrhaus, an gemeindlichen Gebäuden 1 Schulhaus und 1 Hirtenhaus. Das Kastenamt Feuchtwangen war Dorf- und Gemeindeherr und alleiniger Grundherr über alle Anwesen. Bis zum Ende des Alten Reiches hatte sich an den Verhältnissen nichts geändert. Von 1797 bis 1808 unterstand der Ort dem Justiz- und Kammeramt Feuchtwangen.
1806 kam Breitenau an das Königreich Bayern. Mit dem Gemeindeedikt (frühes 19. Jahrhundert) wurde der Steuerdistrikt Breitenau gebildet. Zu diesem gehörten Banderbach, Banzenweiler, Bieberbach, Eulenhof, Gehrenberg, Georgenhof, Krebshof, Krobshausen, Oberransbach, Ratzendorf, Sperbersbach, Unterransbach, Unterrothmühle, Weiler am See, Zischendorf und Zumhaus. Wenig später entstand die Ruralgemeinde Breitenau mit den Orten Eulenhof, Gehrenberg, Ratzendorf, Sperbersbach, Ungetsheim, Ungetsheimer Mühle, Zischendorf und Zumhaus. Sie war in Verwaltung und Gerichtsbarkeit dem Landgericht Feuchtwangen und in der Finanzverwaltung dem Rentamt Feuchtwangen zugeordnet (1919 in Finanzamt Feuchtwangen umbenannt). Ab 1862 gehörte Breitenau zum Bezirksamt Feuchtwangen (1939 in Landkreis Feuchtwangen umbenannt) und von 1943 bis 1973 zum Finanzamt Dinkelsbühl, seit 1973 zum Finanzamt Ansbach. In der Gerichtsbarkeit blieb das Landgericht Feuchtwangen zuständig (1879 in Amtsgericht Feuchtwangen umbenannt), seit 1973 ist es das Amtsgericht Ansbach. Die Gemeinde hatte 1964 eine Gebietsfläche von 15,543 km². Im Zuge der Gebietsreform in Bayern wurde diese am 1. Januar 1972 nach Feuchtwangen eingemeindet.
Die Kirche wurde auf der Stelle der abgegangenen Burg Breitenau errichtet.

### Baudenkmäler
- Breitenau 68: evangelisch-lutherische Pfarrkirche St. Stephan, Nikolaus und Erasmus, Saalkirche, im Kern 1338, Neubau von Chor und Turm 1490, 1708 Verbreiterung des Langhauses; mit Ausstattung; Ummauerung des Friedhofs, Natursteinmauerwerk, im Kern wohl spätmittelalterlich; mit Grabsteinen[15]
- Gasthaus östlich der Kirche 18./19. Jahrhundert, zweigeschossiger Putzbau von sieben zu sechs Achsen; in Traufstellung, mit Satteldach[16]
- Schulhaus Mitte 19. Jahrhundert, zweigeschossiger Putzbau von sieben zu drei Achsen. Krüppelwalmdach.[16]

### Einwohnerentwicklung
Gemeinde Breitenau
| Jahr      | 1818   | 1840   | 1852   | 1855   | 1861   | 1867   | 1871   | 1875   | 1880   | 1885   | 1890   | 1895   | 1900   | 1905   | 1910   | 1919   | 1925   | 1933   | 1939   | 1946   | 1950   | 1952   | 1961   | 1970   |
| Einwohner | 675    | 840    | 851    | 826    | 843    | 848    | 825    | 888    | 868    | 877    | 850    | 844    | 824    | 771    | 782    | 793    | 778    | 739    | 715    | 919    | 903    | 823    | 733    | 768    |
| Häuser    | 131    | 136    |        |        |        |        | 152    |        |        | 161    | 160    |        | 162    |        |        |        | 152    |        |        |        | 148    |        | 153    |        |
| Quelle    | [ 10 ] | [ 18 ] | [ 19 ] | [ 19 ] | [ 20 ] | [ 21 ] | [ 22 ] | [ 23 ] | [ 24 ] | [ 25 ] | [ 26 ] | [ 19 ] | [ 27 ] | [ 19 ] | [ 28 ] | [ 19 ] | [ 29 ] | [ 19 ] | [ 19 ] | [ 19 ] | [ 30 ] | [ 19 ] | [ 12 ] | [ 31 ] |

Ort Breitenau
| Jahr      | 001818 | 001840 | 001861 | 001871 | 001885 | 001900 | 001925 | 001950 | 001961 | 001970 | 001987 |
| Einwohner | 242    | 288    | 305    | 307    | 335    | 303    | 271    | 328    | 284    | 310    | 297    |
| Häuser    | 47     | 47     |        |        | 59     | 62     | 58     | 57     | 62     |        | 75     |
| Quelle    | [ 10 ] | [ 18 ] | [ 20 ] | [ 22 ] | [ 25 ] | [ 27 ] | [ 29 ] | [ 30 ] | [ 12 ] | [ 31 ] | [ 1 ]  |

## Religion
Der Ort ist Sitz der Pfarrei St. Stephan und seit der Reformation evangelisch-lutherisch geprägt. Die Einwohner römisch-katholischer Konfession sind nach St. Ulrich und Afra (Feuchtwangen) gepfarrt.